# Makarna Tods plats
Makarna Tods plats är en plats vid Magasinsgatan 3–5 i stadsdelen Inom Vallgraven i centrala Göteborg. Platsen fick sitt namn år 2004 efter makarna George och Maria Elisabeth Tod, som drev ett hotell i hörnet av Kyrkogatan 6 och Magasinsgatan 5 under åren 1813–1865.

## Historia
George Tod föddes i Edinburgh år 1772. Han kom till Göteborg år 1785 med sin far, som var värdshusvärd i Majorna och Masthugget där han drev "Engelska Värdshuset".
George Tod köpte huset vid Magasinsgatan 5 år 1813 och byggde om det till hotell, vilket inledningsvis gick under namnet The British Hotel, vilket senare blev Tod's Hotel. Hotellet blev mycket populärt, inte minst bland de britter, som gästade Göteborg.
Efter hans död år 1834 tog makan Maria Elisabeth Tod, född Nordström, över hotellet. Verksamheten upphörde år 1865, men fastigheten stannade kvar i familjen Tods ägo. Här drev de bland annat ett urmakeri.